# Гаспра
Га́спра (укр. Гаспра, крымскотат. Gaspra, Гаспра) — посёлок городского типа / посёлок на южном берегу Крыма, в 12 километрах западнее Ялты. Входит в городской округ Ялта Крыма (согласно административно-территориальному делению России; согласно административно-территориальному делению Украины — в Ялтинский горсовет Автономной Республики Крым, как центр и единственный населённый пункт Гаспринского поселкового совета).

## Название
Название Гаспра, с вариантом Гаспара (от греч. άσπρος — белый), следует рассматривать как эпитет, характеризующий топонимический объект — село, укрепление, крепость. Например, известны Аспра-Исар — «белая крепость» (близ современной Гаспры в Крыму), некоторые исследователи возводят название к слову «гаспыря», лебяжий пух.

## История
Первое документальное упоминание села встречается в Камеральном Описании Крыма… 1784 года, судя по которому, в последний период Крымского ханства Гаспура входила в Мангупский кадылык бакчи-сарайскаго каймаканства.
После присоединения Крыма к России (8) 19 апреля 1783 года, (8) 19 февраля 1784 года, именным указом Екатерины II сенату, на территории бывшего Крымского Ханства была образована Таврическая область и деревня была приписана к Симферопольскому уезду. Перед Русско-турецкой войной 1787—1791 годов производилось выселение крымских татар из прибрежных селений во внутренние районы полуострова. В конце 1787 года из Гаспры были выведены все жители — 111 душ. В конце войны, 14 августа 1791 года всем было разрешено вернуться на место прежнего жительства. После Павловских реформ, с 1796 по 1802 год, входила в Акмечетский уезд Новороссийской губернии. По новому административному делению, после создания 8 (20) октября 1802 года Таврической губернии, Гаспра была включена в состав Махульдурской волости Симферопольского уезда.
По Ведомости о всех селениях в Симферопольском уезде состоящих с показанием в которой волости сколько числом дворов и душ… от 9 октября 1805 года, в деревне Гаспра числилось 19 дворов и 88 жителей, исключительно крымских татар. На военно-топографической карте генерал-майора Мухина 1817 года деревня Гаспра обозначена с 16 дворами. После реформы волостного деления 1829 года Куруиз, согласно «Ведомости о казённых волостях Таврической губернии 1829 года», передали в состав Алуштинской волости, а, после образования в 1838 году Ялтинского уезда, деревню передали в состав Алуштинской волости. На карте 1836 года в деревне 22 двора, как и на карте 1842 года.
По итогам земской реформы Александра II 1860-х годов деревня была приписана к Дерекойской волости. Согласно «Списку населённых мест Таврической губернии по сведениям 1864 года», составленному по результатам VIII ревизии 1864 года, Гаспра — казённая татарская деревня с 37 дворами, 201 жителем и мечетью при безъименном роднике. На трёхверстовой карте Шуберта 1865—1876 года обозначена Ливадия Государыни Имератрицы. На 1886 год уже в селе Гаспра при речке Кучук-Узень, согласно справочнику «Волости и важнѣйшія селенія Европейской Россіи», проживало 258 человек в 38 домохозяйствах, действовали православная церковь, мечеть и 4 лавки. Согласно «Памятной книге Таврической губернии 1889 года», по результатам Х ревизии 1887 года, в деревне Гаспра числилось 95 дворов и 488 жителей. На верстовой карте 1890 года в деревне обозначено 68 дворов с татарским населением.
После земской реформы 1890-х годов, которая в Ялтинском уезде прошла после 1892 года деревня осталась в составе преобразованной Дерекойской волости. По «…Памятной книжке Таврической губернии на 1892 год» в деревне Гаспра, составлявшей Гаспринское сельское общество, числилось 289 жителей в 64 домохозяйствах. По «…Памятной книжке Таврической губернии на 1902 год» в деревне Гаспра, составлявшей Гаспринское сельское общество, числился 361 житель в 51 домохозяйстве. По Статистическому справочнику Таврической губернии. Ч.II-я. Статистический очерк, выпуск восьмой Ялтинский уезд, 1915 год, в деревне Гаспра Дерекойской волости Ялтинского уезда, числилось 176 дворов (120 дворов с землёй, 56 — безземельные) с татарским населением в количестве 636 человек приписных жителей и 1087 — «посторонних», из которых 936 мужчин и 784 женщины. Жители владели 18590 десятинами удобной земли. В хозяйствах имелось 159 лошадей, 149 коров и 2 головы овец, свиней, или коз.
После установления в Крыму Советской власти, по постановлению Крымревкома от 8 января 1921 года была упразднена волостная система и село подчинили Ялтинскому району Ялтинского уезда. В 1922 году уезды получили название округов. Согласно Списку населённых пунктов Крымской АССР по Всесоюзной переписи 17 декабря 1926 года, в селе Гаспра, центре Гаспринского сельсовета (в коем статусе селение пребывает всю дальнейшую историю) Ялтинского района, числилось 144 двора, из них 107 крестьянских, население составляло 696 человек, из них 534 крымских татарина, 91 украинец, 36 русских, 1 белорус, 2 немца, 31 грек, 1 записан в графе «прочие», действовала татарская школа I ступени. В 1930 году Гаспре присвоен статус посёлка городского типа.
В 1944 году, после освобождения Крыма от фашистов, согласно постановлению ГКО № 5859 от 11 мая 1944 года, 18 мая крымские татары были депортированы в Среднюю Азию. 12 августа 1944 года было принято постановление № ГОКО-6372с «О переселении колхозников в районы Крыма», по которому из Ростовской области РСФСР в район переселялись 3000 семей колхозников, а в начале 1950-х годов последовала вторая волна переселенцев из различных областей Украины. С 25 июня 1946 года селение в составе Крымской области РСФСР, а 26 апреля 1954 года Крымская область была передана из состава РСФСР в состав УССР. С 12 февраля 1991 года Гаспра в составе восстановленной Крымской АССР, 26 февраля 1992 года переименованной в Автономную Республику Крым.

## Население
| 1805    | 1890    | 1926    | 1939    | 1959    | 1970    |
| ------- | ------- | ------- | ------- | ------- | ------- |
| 88      | ↗488    | ↗696    | ↗2130   | ↗6380   | ↗9937   |
| 1979    | 1989    | 2001    | 2009    | 2010    | 2011    |
| ↗11 717 | ↗13 772 | ↘11 027 | ↗11 251 | ↗11 312 | ↗11 313 |
| 2012    | 2013    | 2014    | 2016    | 2021    |         |
| ↘11 300 | ↗11 384 | ↘10 310 | ↗10 774 | ↗12 262 |         |

Национальный состав
- 1805 год — все крымские татары[16]
- 1926 год. 696 чел. — 534 крымских татарина, 91 украинец, 36 русских, 31 грек[36].

Всеукраинская перепись 2001 года показала следующее распределение по родному языку
| Язык       | Процент |
| ---------- | ------- |
| русский    | 80,73   |
| украинский | 15,08   |
| другие     | 1,28    |

## Административное положение
В административном отношении в состав Гаспры входят микрорайоны Стройгородок, Днепр и Марат. Гаспра граничит с запада с посёлком городского типа Кореиз. Современный герб и флаг Гаспры утверждены 14 декабря 2007 года.

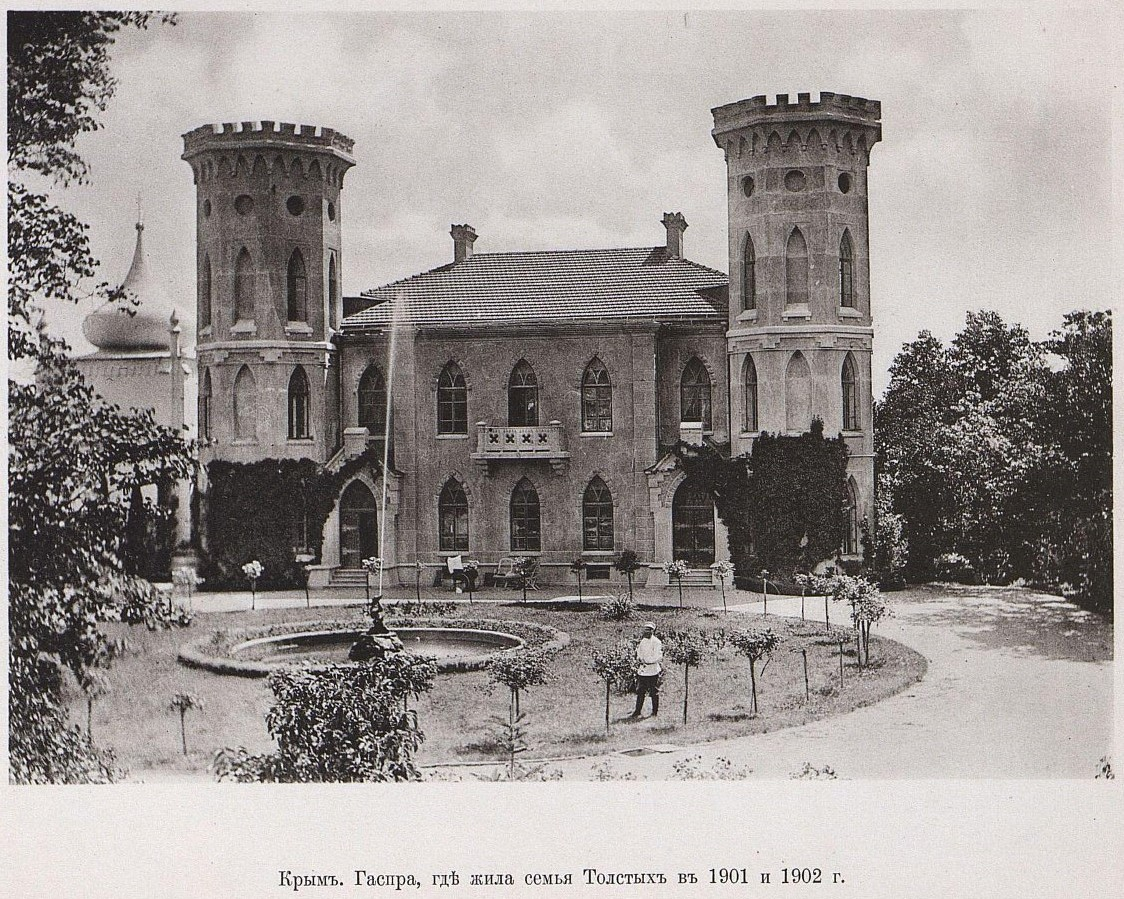
Дворец графини Паниной, где жила семья писателя Л. Н. Толстого в начале XX в.

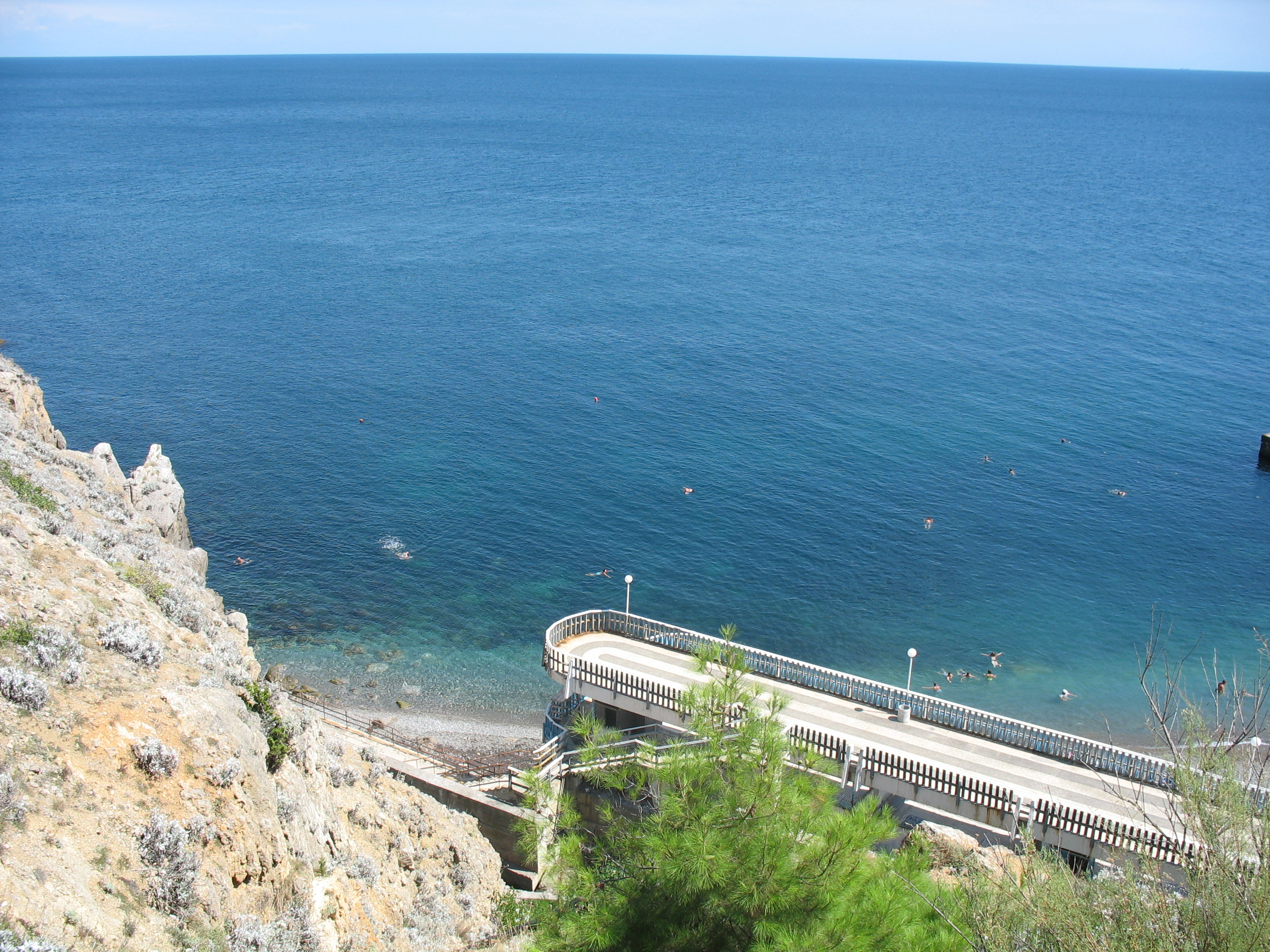
Пляж около Ласточкиного гнезда

## Достопримечательности

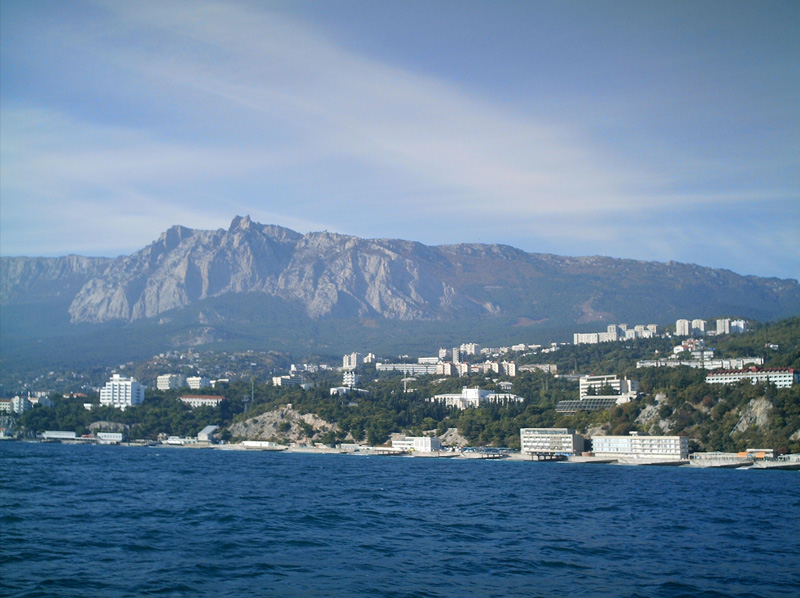
Вид на Гаспру и гору Ай-Петри

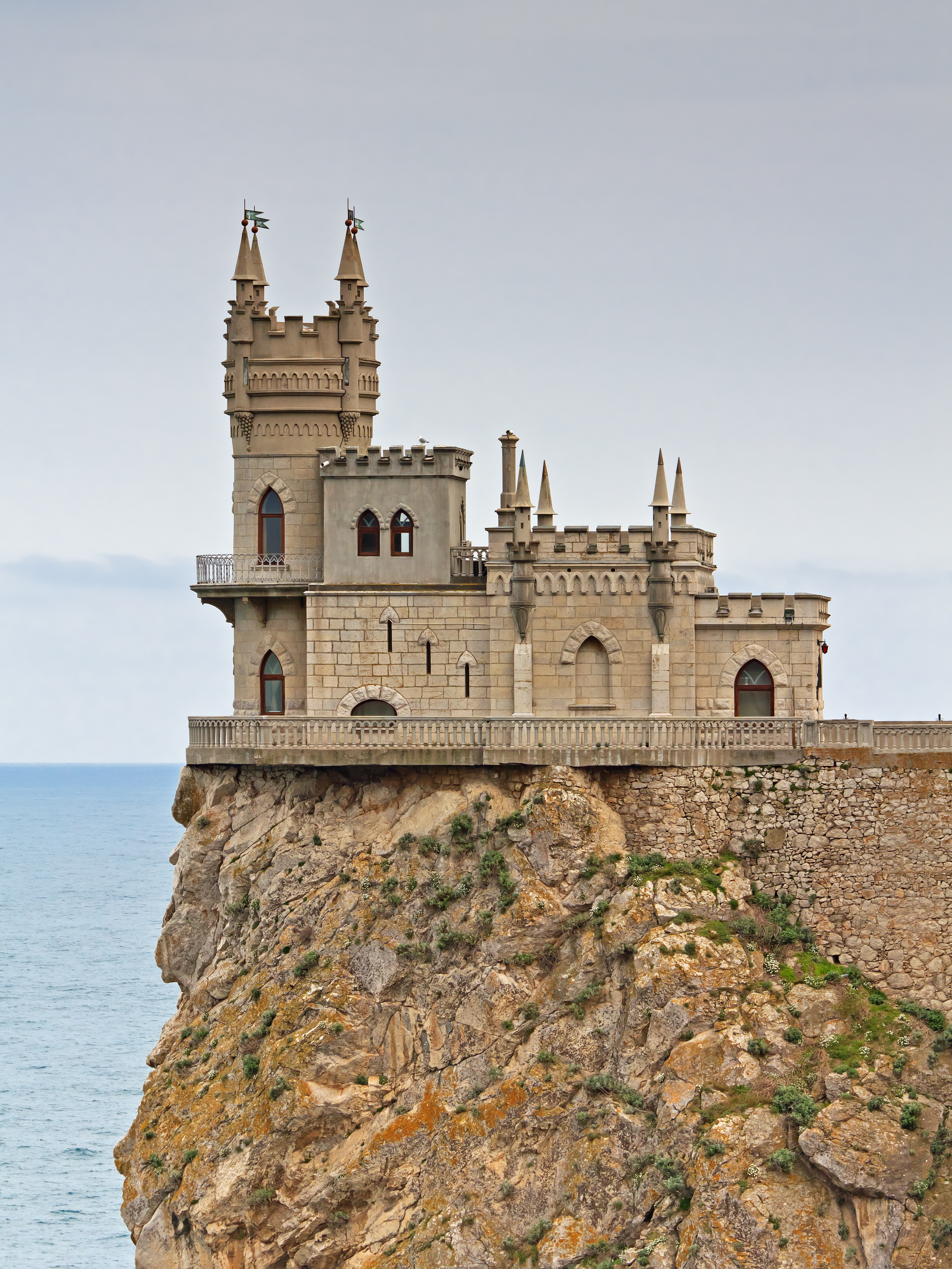
Символ Крыма — знаменитое Ласточкино гнездо

- Когда-то чуть ниже Южнобережного шоссе на месте современного пивзавода высилась красивая белая скала Гаспра-Кая (от греческ. «аспрос» — белая). На её вершине были руины небольшой крепости, описанной ещё российским академиком П.И. Кёппеном (1793—1864) в его классическом труде «Крымский Сборник. О древностях Южного берега Крыма и гор Таврических» (СПб., 1837). Однако в 1963 г. скалу взорвали для добычи щебня. До этого укрепление исследовал О. И. Домбровский (1914—1994), который отнёс его функционирование к VIII—XV вв. В начале I тыс. до н. э. на скале могло быть одно из убежищ тавров. Археолог Л. В. Фирсов отмечал, что «до того, как была взорвана скала Гаспра-Исара, она сама сияла ослепительной белизной и была видна даже от Симеиза».
- Ласточкино Гнездо (1911—1912, архитектор Н. С. Шервуд (1877- 9 марта 1917)[56] , внук известного архитектора В. О. Шервуда — памятник архитектуры и истории, запечатлённый на гербе Гаспры.
- Дворец князя Александра Николаевича Голицына и графини Софьи Паниной (ныне санаторий «Ясная Поляна») с музейной комнатой Л. Н. Толстого, который жил здесь в 1901—1902 годах. Здесь он лечился и много работал: писал повесть «Хаджи-Мурат» и ряд статей. К Толстому в Гаспру приезжали Чехов, Куприн, Горький, Шаляпин. Здание санатория «Ясная Поляна», на котором укреплена мемориальная доска в память о пребывании Л. Н. Толстого, — это построенный из серого камня дворец со стрельчатыми окнами и массивными восьмигранными боковыми башнями, увенчанными зубцами и увитыми плющом; возведён в 1830-х годах создателем Воронцовского дворца в Алупке архитектором Гунтом для князя А. Н. Голицына (1773—1844).
- «Солнечная тропа», известная также как «царская» и «горизонтальная»; соединяет Ливадийский дворец с Гаспрой; в прошлом любимое место прогулок семьи Николая II.[57]
- Таврские некрополи (V—I века до н. э.).
- Римская крепость Харакс (I—III века) на мысе Ай-Тодор.
- Харакский парк — памятник садово-паркового искусства.
- Ай-Тодорский маяк.
- Санатории «Роза Люксембург», «Ясная Поляна», «Днепр», «Родина», «Парус» и другие[58].

## Климат

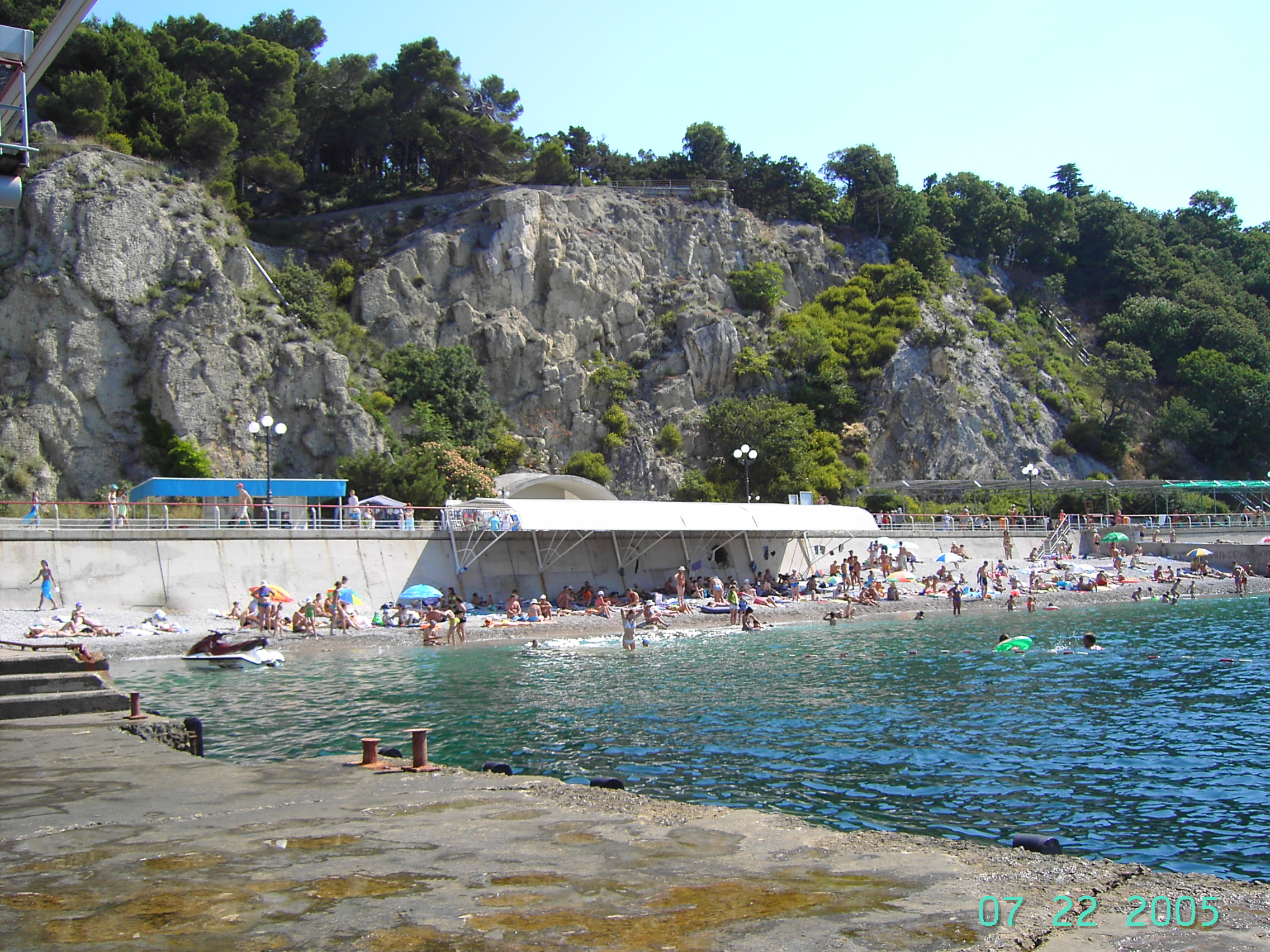
Конец августа — разгар купального сезона в Гаспре

Гаспра характеризуется субсредиземноморским субтропическим климатом. Это одно из самых теплых мест в Крыму — см. Южный берег Крыма. Климат очень близок к климату Ялты, однако морская вода чуть теплее (ближе основное Крымское течение), чище морская вода (значительно дальше от очистных сооружений в Отрадном и эту воду даже можно немного выпить без последствий для здоровья), солнечного сияния чуть больше (дальше от основной гряды Ялтинских гор на которых стоят облака), осадков чуть меньше (по той же причине — все выливается в Ялте).
Лето здесь очень тёплое, при средней температуре июля +25 °C. Зима мягкая — средняя температура февраля +6 °C. В год выпадает около 500 мм осадков.

## Экономика
Расположение в зоне приморского климатического курорта предопределяет экономическое развитие Гаспры. При советской власти здесь был организован и действовал санаторий для детей, страдающих бронхиальной астмой, хронической пневмонией, остаточными явлениями нефрита. Кроме того, были созданы дома отдыха и пансионат. Сезон работы санаторно-курортных учреждений — круглый год; купальный сезон длится с июня по октябрь.
В советское время в посёлке был построен завод железобетонных изделий и стройматериалов. Вокруг посёлка имеются виноградники ГП «Ливадия» (ФГУП ПАО «Массандра»), сады и табачные плантации.
В настоящее время в Гаспре активно ведётся строительство.

## Транспорт
Через Гаспру проходят все три основные автодороги Южного берега Крыма: 35К-002 Севастополь — Ялта (верхняя), 35К-022 Старое Севастопольское шоссе (средняя) и Алупкинское шоссе (нижняя). Основной является Верхняя дорога, она проходит практически через все посёлки ЮБК, средняя была основной до постройки в 1960-е годы верхней, а сегодня используется для местного сообщения. Нижняя дорога идёт вдоль берега и в основном проходит через санатории.

## Образование
В Гаспре действуют: средняя школа № 1 (в микрорайоне Стройгородок) и начальная школа № 2.

## Прочее
- В честь посёлка назван астероид 951 Гаспра.